# 카불
카불(페르시아어: کابل 카볼, 파슈토어: کابل 카벌, 다리어: کابل 카벌, 영어: Kabul)은 아프가니스탄의 수도이자 가장 큰 도시이다. 아프가니스탄 동쪽의 카불주에 있으며 카불주의 주도이기도 하다. 2015년 통계에서 카불의 인구는 아프가니스탄의 소수 민족을 합하여 약 4,635,000 명으로 집계되었다. 카불은 급격한 도시화가 진행되어 세계에서 75번째로 큰 대도시이다. 카불은 힌두쿠시산맥 사이의 좁은 계곡을 따라 자리잡고 있으며 해발 1,790 m에 위치하고 있다. 2021년 탈레반 공세로 인해 전 지역 여행이 금지되었다.
카불의 역사는 3,500여년 전까지 거슬러 올라간다. 고대에는 아케메네스 제국의 일부였으며 남아시아와 중앙아시아를 연결하는 교통의 요지로서 비단길이 지나는 곳이었다. 아케메네스 제국 이후로 셀레우코스 제국, 마우리아 왕조, 쿠샨 제국, 카불 샤이 왕조, 사파르 왕조, 사만 제국, 가즈나 제국, 고르 왕조, 화레즘 샤 왕조, 카를루크 왕조, 할지 술탄국, 티무르 제국, 무굴 제국, 호타크 왕조, 아프샤르 왕조 등 수 많은 국가가 명멸하였으며 1747년 아프가니스탄을 근거지로 두라니 제국이 세워졌다. 두라니 제국은 아프가니스탄 제국이라고도 불렸으며 1776년 카불을 수도로 삼았다.
19세기 초 영국의 식민 제국인 인도 제국이 카불을 점령하였으나 듀랜드 라인을 경계로 파키스탄과의 국경을 정하였고, 이후 영국의 간섭이 있었다. 1919년 제3차 영국-아프가니스탄 전쟁이 끝난 후 라왈핀디 조약을 맺고 아프가니스탄은 완전한 독립을 선언하였다. 1978년 공산 혁명으로 왕정이 붕괴되고 아프가니스탄 민주공화국이 세워졌으나 곧바로 내전에 휘말리게 되었고, 1997년 소련–아프가니스탄 전쟁이 일어나면서 소련이 카불을 점령하였다. 1988년 제네바 협정 이후 소련은 카불에서 철수하였으나 1992년 아프가니스탄 내전이 일어났다. 1990년대 내내 여러 세력이 엉켜 계속된 내전으로 카불은 큰 피해를 입었고 도시 곳곳이 파괴되었다.
카불의 명소로는 오랜 역사와 함께 형성된 정원, 바자르, 궁전과 같은 곳이 있다. 한때 히피들이 찾는 순례지이기도 하였다. 2001년 탈레반이 실각한 이후에 카불은 다시 국제 도시로 재건되기 시작하였다. 간간히 반정부 테러가 일어나는 가운데에도 카불은 급속히 성장하였다. 2012년 당시 카불은 세계에서 5번째로 성장 속도가 빠른 도시였다. 카불의 행정 구역은 22개의 구로 나뉘어 있다.

## 역사

### 고대

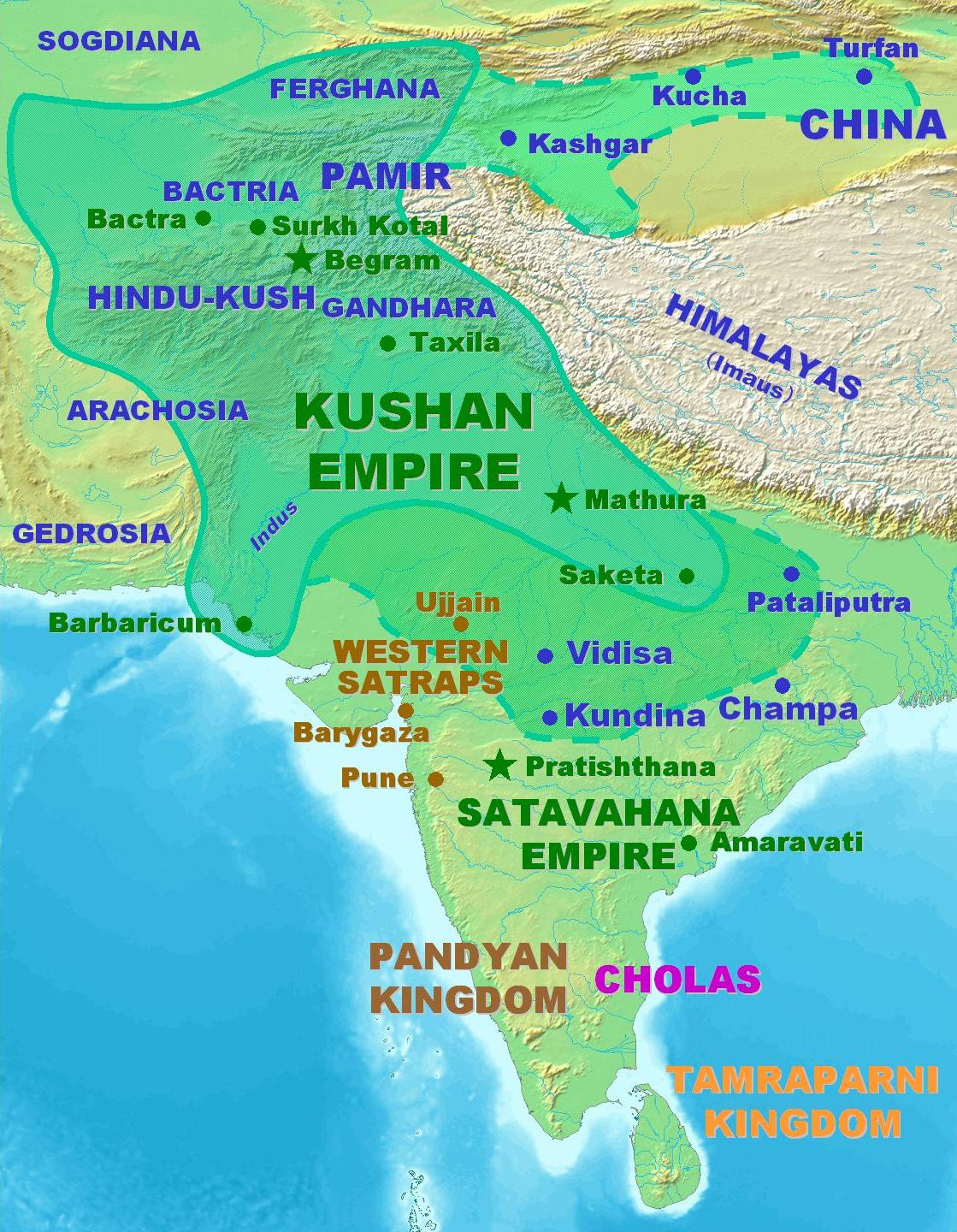
쿠샨 제국

카불이 처음 세워진 시기는 명확치 않지만, 기원전 1500년 - 기원전 1200년 사이 작성된 힌두교의 경전 리그베다와 조로아스터교의 경전인 아베스타에서는 카불강 강변에 세워진 도시 "쿠바"를 언급하고 있다. 리그베다에서는 쿠바를 산맥에 세워진 낙원과 같은 이상적 도시로 찬양한다.
카불은 한 때 메디아의 영토였으며 기원전 549년 아케메네스 제국의 키루스 2세에 의해 정복되었다. 이 당시 카불은 조로아스터교의 중심지였으며 불교와 힌두교도 전파되었다. 다리우스 1세의 묘비에서 카불은 아케메네스 제국의 29 지방 가운데 하나로 기록되어 있다 알렉산드로스 3세가 아케메네스 제국을 무너뜨리자 카불 역시 알렉산드로스 3세에게 복속되었으며 그의 사후 셀레우코스 제국의 영토가 되었다.
기원전 305년 셀레우코스 제국은 영토를 인더스강 유역까지 확장하였고 마우리아 왕조와 국경이 맞닿게 되었다. 두 국가는 동맹을 맺은 것으로 여겨진다.
알렉산더는 아리아인들에게서 그 땅을 빼앗아 자신의 국가를 세웠다. 그러나 셀레우코스 니카토르는 이를 산드로코투스(찬드라굽타)에게 주고 500마리의 코끼리를 받았다.— 스트라본, 64 BC–24 AD

마우리아 시기에 이르러 카불은 교역의 중심지가 되어 번창하였다. 곡물 수확이 늘어남에 따라 인구가 증가하였고, 사람들은 공예, 보석 세공, 목공과 같은 일에 종사하였다.
기원전 2세기 초 카불은 그리스-박트리아 왕국의 영토가 되었고 기원전 2세기 중반 그리스-박트리아 왕국이 분열되면서 인도-그리스 왕국의 땅이 되었다. 이 무렵 카불에서는 불교가 널리 퍼졌다. 밀린다왕문경(나선비구경)은 인도-그리스 왕국의 메난드로스 1세와 불교 승려 나가세나 사이의 문답을 기록한 것이다. 당의 승려 현장은 《대당서역기》에서 카불에 있던 나라 카피시국(迦畢試國)에 불교 사원이 있었음을 기록하고 있다. 현장은 카피시국이 주위가 천리로 북쪽으로 설산이 있으며 곡식과 과일이 풍성하며 각지의 문물이 모인다고 기록하였다.
기원전 1세기 중반 인도-스키타이가 이 일대를 지배하였고 기원 후 쿠샨 제국의 영토가 되었다.
기원후 230년 무렵 사산 제국이 쿠샨 제국을 무찌르고 카불 영역을 차지하였다. 사산 제국 시기 카불은 팔라비 문자로 "카풀"이라 기록되었다. 페르시아어에서 카(ka)는 왕을 폴(pol)은 다리를 뜻한다. 카풀은 카폴에서 온 것으로 카불강에 왕이 놓은 다리가 있었기 때문에 붙여진 이름으로 보인다. 이후로도 많은 왕조들이 명멸하며 카불을 지배하였고, 810년에서 815년 사이에는 토번이 카불에 성벽을 쌓았다. 이 성벽은 오늘날까지 남아있다.

### 이슬람의 전파와 몽골의 침입

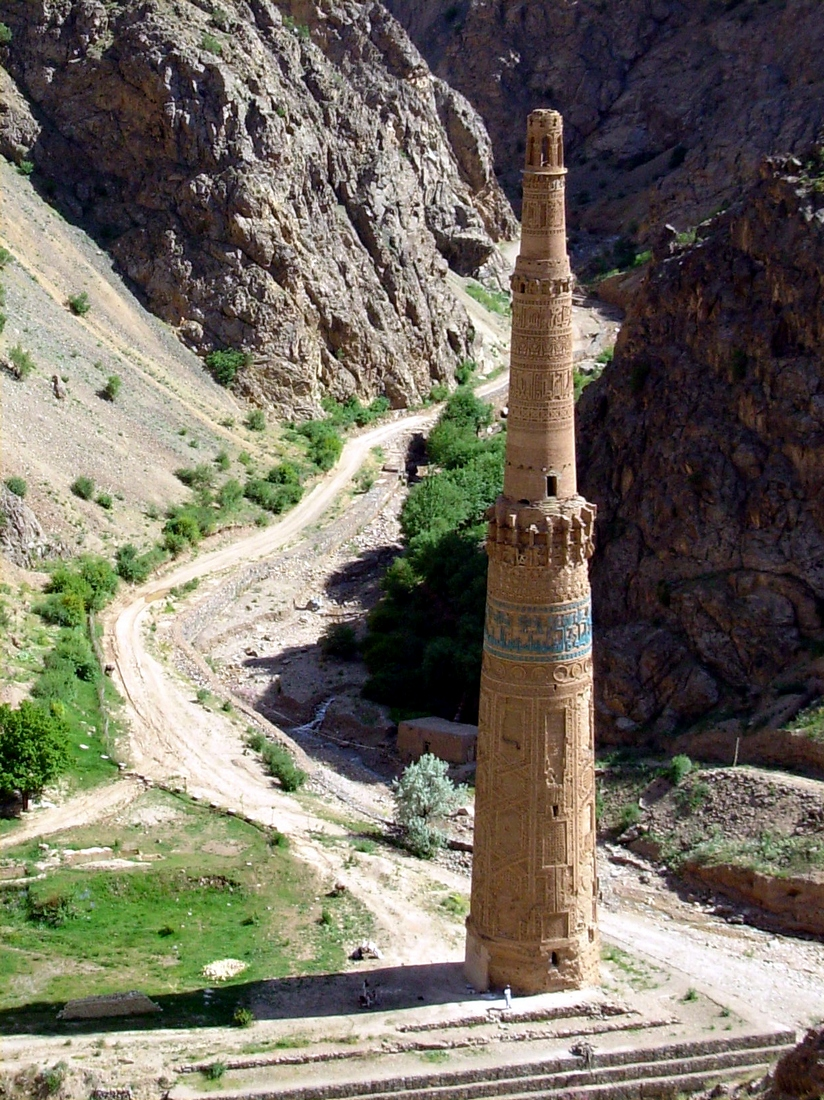
얌의 첨탑

642년 당시 독립국이었던 카불에 이슬람 원정대가 당도하였다. 이슬람은 몇 차례의 패전에도 계속하여 카불을 공격하였고 결국 이슬람화에 성공하였다. 600년대 후반 자란즈의 아브두르 라흐만 빈 사마나는 카불의 주민 1만 2천명을 이슬람으로 개종시키고 이들이 도시를 버리도록 하였다. 그러나 야쿠브 이븐 알라이스 알사파르가 아프가니스탄 최초의 이슬람 국가 사파르 왕조를 세울 때까지도 카불에서 무슬림은 소수였다. 이후 몇 세기 동안 사만 제국, 가즈나 제국, 고르 왕조, 화레즘 샤 왕조, 카를루크 왕조, 할지 술탄국 등의 이슬람 국가를 거치면서 카불은 이슬람 세계에 편입되었다.
13세기 몽골 제국이 침입하였다. 전투 중에 징기스 칸의 손자가 전사하자 몽골군은 바미얀 인근에서 대규모 학살을 자행하여 보복하고 카불을 파괴하였다. 많은 아프간족이 몽골의 침입을 피해 남쪽 델리 술탄국으로 이주하였다. 한편 아프간족과 몽골인 사이의 혼혈도 이루어졌는데 하자라족은 스스로가 몽골의 후예라고 여긴다. 몽골계 국가인 차가타이 칸국에 이어 일 칸국이 카불 지역을 지배하였으나 1335년 일 칸국의 해체와 함께 카르트 왕조가 독립하였다.
1333년 카불을 방문한 이븐 바투타는 다음과 같이 기록하고 있다.
가즈나시를 떠나 도착한 곳은 카불이다. 예전에는 큰 도시였으나 지금은 아프간이라는 한 외방집단이 살고 있다. 산세는 험하고 사람들은 웅강하나 대부분은 강도질을 해먹고 산다. 이곳에 있는 큰 산을 쿠 슐레이만이라고 한다. 선지자 슐레이만(솔로몬)이 이 산에 올라 인도땅을 바라보니 암흑천지라 되돌아갔다고 한다.— - 이븐 바투타

### 티무르 제국과 무굴 제국

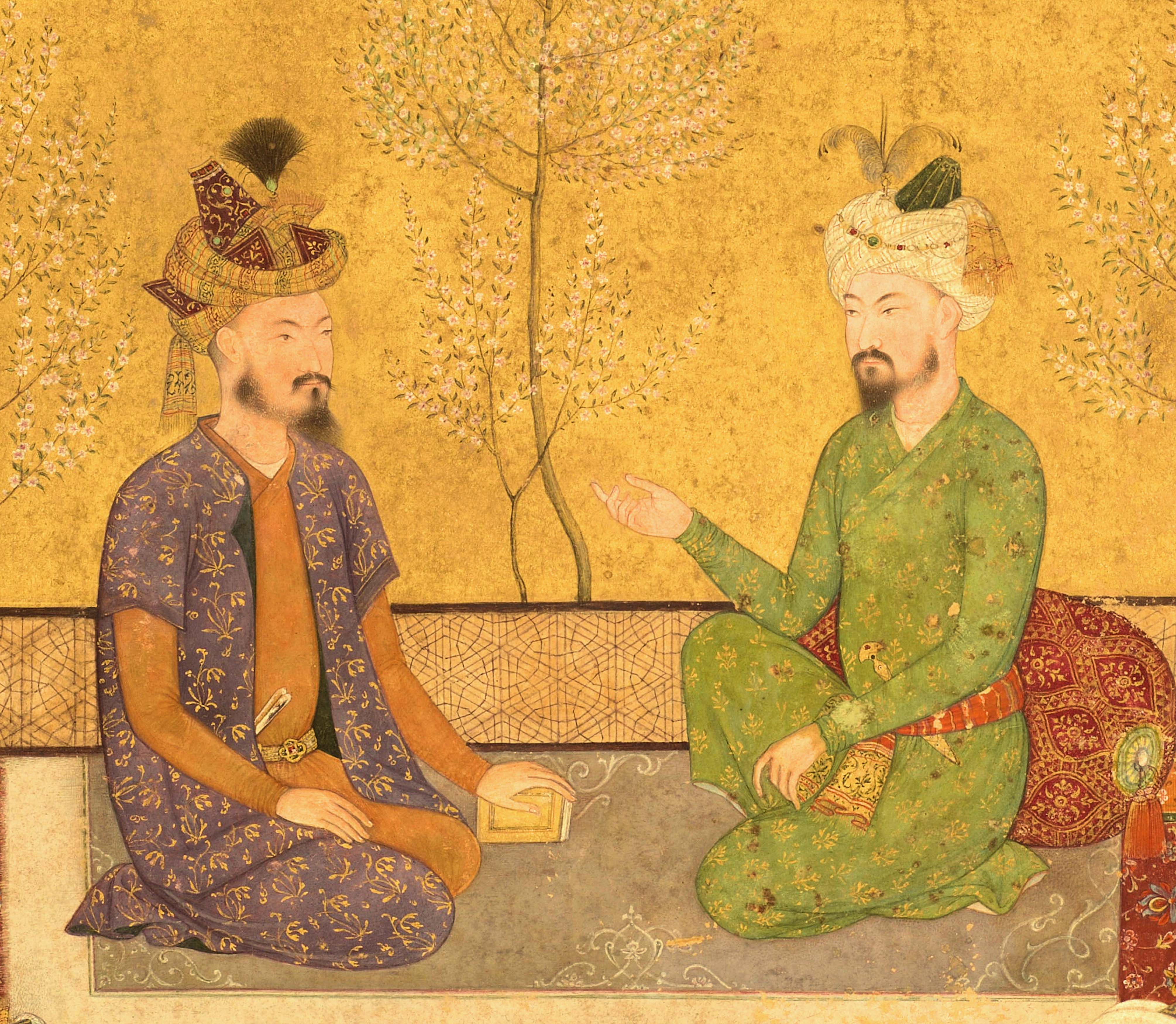
무굴 제국의 바부르와 후마윤

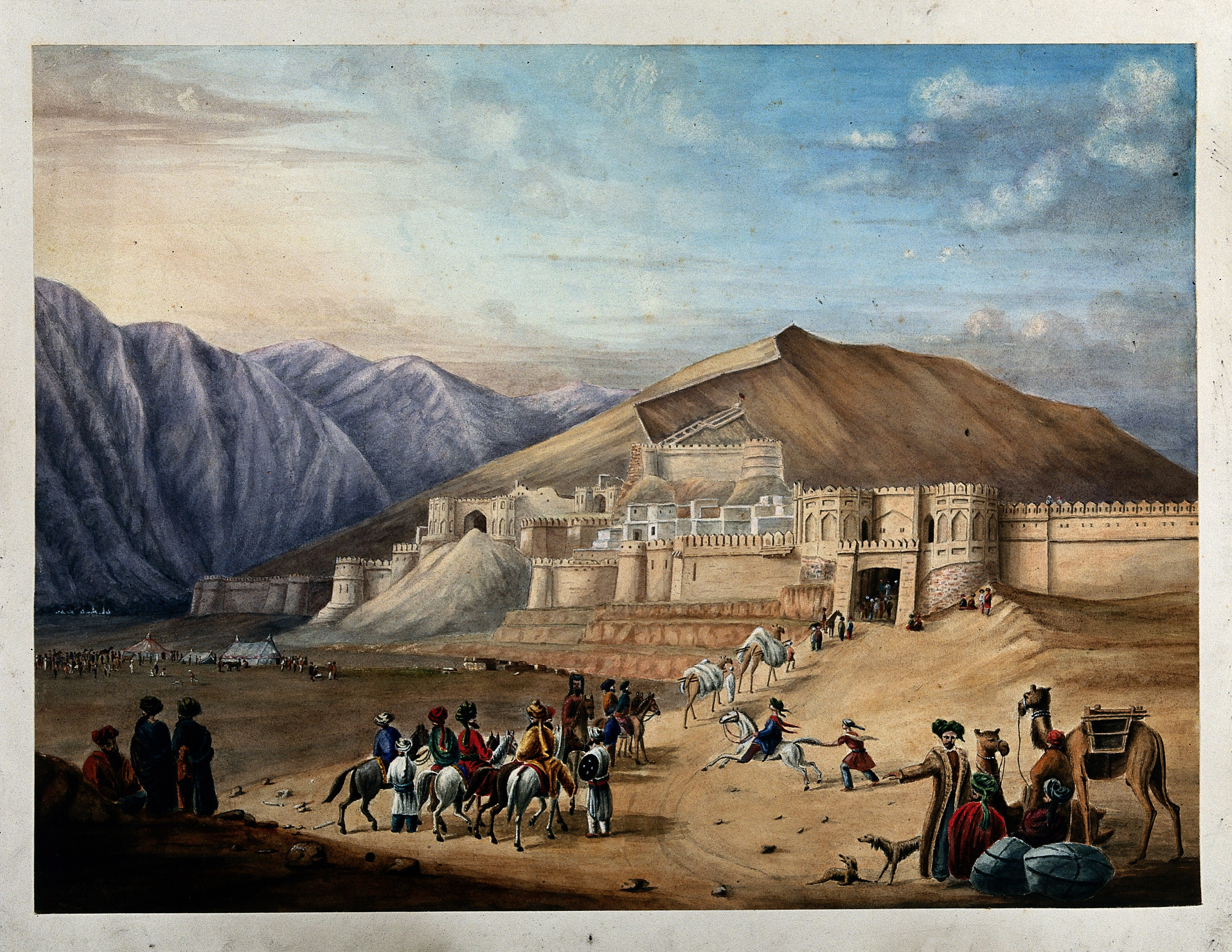
카불의 성벽 발라 히사르를 묘사한 옛 그림

1380년에서 1383년 사이 티무르 제국은 카르트 왕조를 멸망시키고 카불 지역을 지배하였다. 14세기 카불은 티무르 제국의 교역 중심지였다. 1504년 바부르는 카불을 함락하고 자신의 본거지로 삼았고 이는 후일 무굴 제국으로 발전하였다. 1525년 바부르는 《바부르나마》(페르시아어: بابر نامہ, 바부르 서)에서 오늘날 카불주에 해당하는 지역에 대해 다음과 같이 기록하였다.
 카불 지역에는 다양한 부족들이 살고 있다. 도시와 주변 마을에서 가장 많은 인구를 차지하고 있는 부족은 사르트(타지크인)이다. 다른 곳들에서는 파샤이인, 파라치나르, 베레키스, 아프간인과 같은 부족들이 살고 있다. 서부의 구릉 지역에는 하자라족과 누크데리족이 있으며 이들은 몽골어를 사용한다. 구릉지역의 동북쪽 카피리스탄에는 카토르, 게브렉과 같은 부족이 있다. 그 남쪽이 아프가니스탄으로... 카불에서는 11개 또는 12개의 서로 다른 언어가 쓰인다. 아랍어, 페르시아어, 투르크어, 몽골어, 힌디어, 아프간어, 파샤이어, 게베르어, 베레크어, 람간어 ....— 《바부르나마》, 1525년

힌두스탄의 시인 미르자 무함마드 하이다르 두글라트는 이 시기 카불을 방문하고 "카불의 식사와 음료. 그것은 산과 사막, 도시, 강 그리고 그 모든 것."이라는 구절을 남겼다. 바부르는 카불을 사랑하여 20년 동안 거주하였다. 바부르는 카불에 묻히길 원했고, 그의 소원대로 바그에 바부르(페르시아어: باغ بابر, 바부르의 정원)에 안장되었다. 그곳에는 다음과 같은 페르시아 이행시(二行詩)가 남겨졌다. گرفردوس روی زمین است همین است و همین است و همین است (만일 지상에 천국이 있다면, 바로 이곳, 이곳, 이곳이리!)

### 두라니 제국
아프샤르 왕조의 나디르 샤는 1747년 자신의 신하에 의해 살해되었다. 그 뒤 아프가니스탄과 파키스탄의 연합군 4천명을 이끈 아흐마드 샤 두라니가 두라니 제국을 건국하였다. 그의 아들 티무르 샤 두라니는 1776년 제국의 수도를 칸다하르에서 카불로 옮겼다. 18세기 카불을 방문한 첫 유럽인 조지 포스터는 카불에 대해 "남아시아에서 가장 청결한 도시"라는 평을 남겼다.
1826년 도스트 모하마드 칸이 스스로의 왕국을 선언하면서 내분이 발생하였다. 당시 두라니 제국의 군주 샤 슈자흐 두라니는 망명하였다가 영국의 지배하에 있던 인도 제국의 도움을 받아 복위하였다. 이 과정에서 제1차 인도-아프가니스탄 전쟁이 일어났다. 1841년 봉기가 일어나 영국인들이 살해되고 카불이 함락되었다. 1842년 영국은 다시 카불을 점령하였고 이 과정에서 두라니 제국은 해체되었다. 도스트 모하마드 칸이 영국과 협조를 약속하고 바라크자이 왕조를 열어 아프가니스탄 에미리트를 건국하였다. 1879년 도스트 모하마드 칸의 뒤를 이은 셰르 알리 칸은 영국의 간섭을 거부하고 국교를 단절하였고 제2차 인도-아프가니스탄 전쟁이 일어났다. 영국군은 카불을 점령하였고 셰르 알리 칸은 러시아의 지원을 요청하기 위해 북쪽으로 몽진하다가 마자르이샤리프에서 사망하였다. 왕위는 셰르 알리 칸의 아들 모하마드 야쿠브 칸이 계승하였고 1879년 5월 26일 양국 사이에 간다마크 조약이 채결되었다. 이 조약으로 아프가니스탄 에미리트는 멸망을 피했으나 영국의 간섭을 받아들여야 하였다.

### 20세기
20세기에 들어 하비불라흐 칸은 카불의 근대화를 추진하여 전기와 전화가 가설되었고 우정국이 설치되었으며 1903년에는 최초의 근대 고등학교인 하비비아 고등학교가 세워졌다.
1919년 제3차 영국-아프가니스탄 전쟁에서 승리한 아마눌라흐 칸은 카불에서 자주 독립을 선언했다. 아마눌라흐 칸은 카불에서 6 km 떨어진 곳에 새 수도를 건설하고 다룰라만으로 이름지었다. 1920년대에 다룰라만 궁은 아프가니스탄 근대화의 상징이었다. 1929년 하비불라흐 칼라카니가 쿠데타를 일으켜 왕위를 차지했으나 9개월만에 무함마드 나디르 샤에 의해 처형되었다. 나디르 샤 역시 1933년 학교 기념식 도중에 암살되었고 당시 19세였던 그의 아들 무함마드 자히르 샤가 왕위를 이었다. 아마눌라흐 칸과 달리 자히르 샤는 새 수도에 관심이 없었고 카불을 수도로 삼았다. 자히르 샤는 1973년 아프가니스탄 쿠데타로 왕정이 붕괴될 때까지 통치하였다. 쿠데타를 일으킨 무함마드 다우드은 공화국을 선언하고 초대 대통령이 되었다. 이후 아프가니스탄은 잦은 정변과 외세의 개입으로 오랫동안 참화를 겪게 되었다.

### 소련 점령기

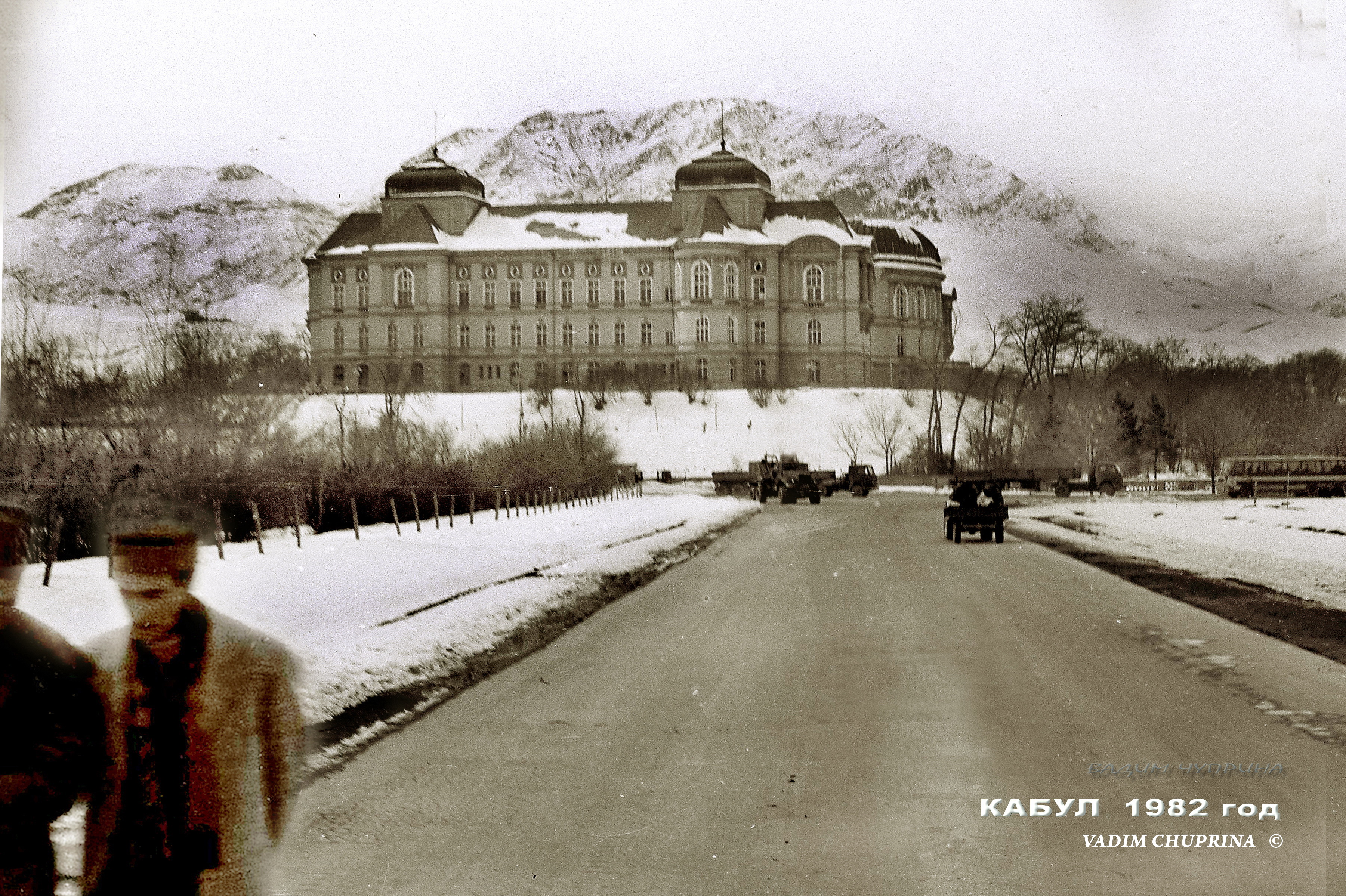
1982년 당시의 타즈벡 궁 소련군의 사령부로 쓰였다.

1978년 친소련 성향의 아프가니스탄 인민민주당이 주도하는 사우르 혁명이 일어났다. 이로서 아프가니스탄은 냉전에 휘말리게 되었다. 1978년 4월 28일 카불에서 다우드 대통령과 그의 가족이 살해당하였다. 새롭게 정권을 잡은 아프가니스탄 인민민주당의 누르 무하마드 타라키는 사회 개혁을 시도하였다. 소련의 사례에 따라 사기업을 국유화하였고 교육 역시 러시아어를 가르치고 마르크스-레닌주의를 가르쳤다. 한편 서방의 지원을 받는 무자헤딘은 이슬람 수호를 기치로 반정부 무장세력을 모았다.
1979년 2월 미국 대사 아돌프 더브스가 납치되었다. 아프가니스탄의 군대가 납치범을 공격하자 납치범들은 더브스를 살해하였다. 한편 그해 9월에는 대통령 타라키가 암살되었다. 불안한 정국 속에 12월 24일 소련은 카불을 점령하였다. 이후 1989년 소련군이 철수할 때까지 아프가니스탄은 친소련 정부군과 무자헤딘 사이의 내전에 휘말렸다. 1988년 당시 제작된 영화 람보 3는 미국이 아프가니스탄에서 무자헤딘을 지원하는 내용을 소재로 하고 있다. 소련-아프가니스탄 전쟁 동안 카불에는 소련군의 지휘부가 들어섰다. 아프가니스탄 무자헤딘은 게릴라전으로 소련군에 맞섰다. 전쟁이 계속되면서 노동자의 40%가 여성으로 채워졌다. 아프카니스탄 전역에서 전쟁이 계속되자 사람들은 비교적 안전한 카불로 모여들었다. 카불의 인구는 1978년 50만 명에서 1988년 1백 50만 명으로 급증하였다.

### 탈레반 정권

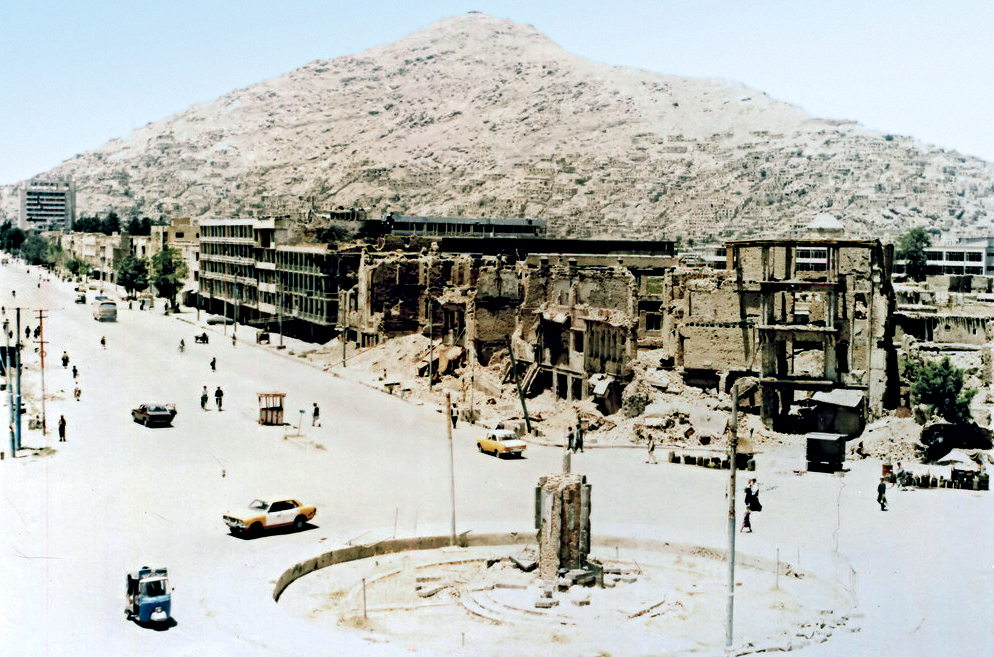
1993년 내전 당시 카불의 자다이 마이완드 지역

1989년 소련의 철군 뒤 아프가니스탄의 상황은 모하마드 나지불라 정권과 무자헤딘 사이의 내전으로 환원되었다. 미국의 중앙정보국은 무자헤딘을 계속하여 지원하여 나지불라를 공격하도록 하였다. 13년간 이어진 내전 끝에 1992년 무자헤딘은 카불을 점령하였고 나지불라는 실각하였다. 나지불라는 UN 관할의 건물로 피신하였다.
1996년 탈레반은 카불을 점령하고 탈레반 정권을 수립하였다. 4년 동안 카불에서 은신하였던 나지불라는 1996년 탈레반 정권에게 체포되어 공개 처형되었다. 탈레반은 이슬람의 가르침을 배우는 학생을 뜻하는 말로 무자헤딘을 비롯한 각종 반정부군의 연합체였다. 긴 내전 중에 카불은 곳곳이 포격과 로켓 공격으로 파괴되었다. 탈레반은 이슬람 근본주의에 입각하여 극단적인 정책을 펼쳤다. 모든 여성은 교육을 받을 수 없으며 부르카를 착용하여야 했고, 우상 숭배를 금한다는 이유로 바미얀 석불을 파괴하였다.

### 21세기

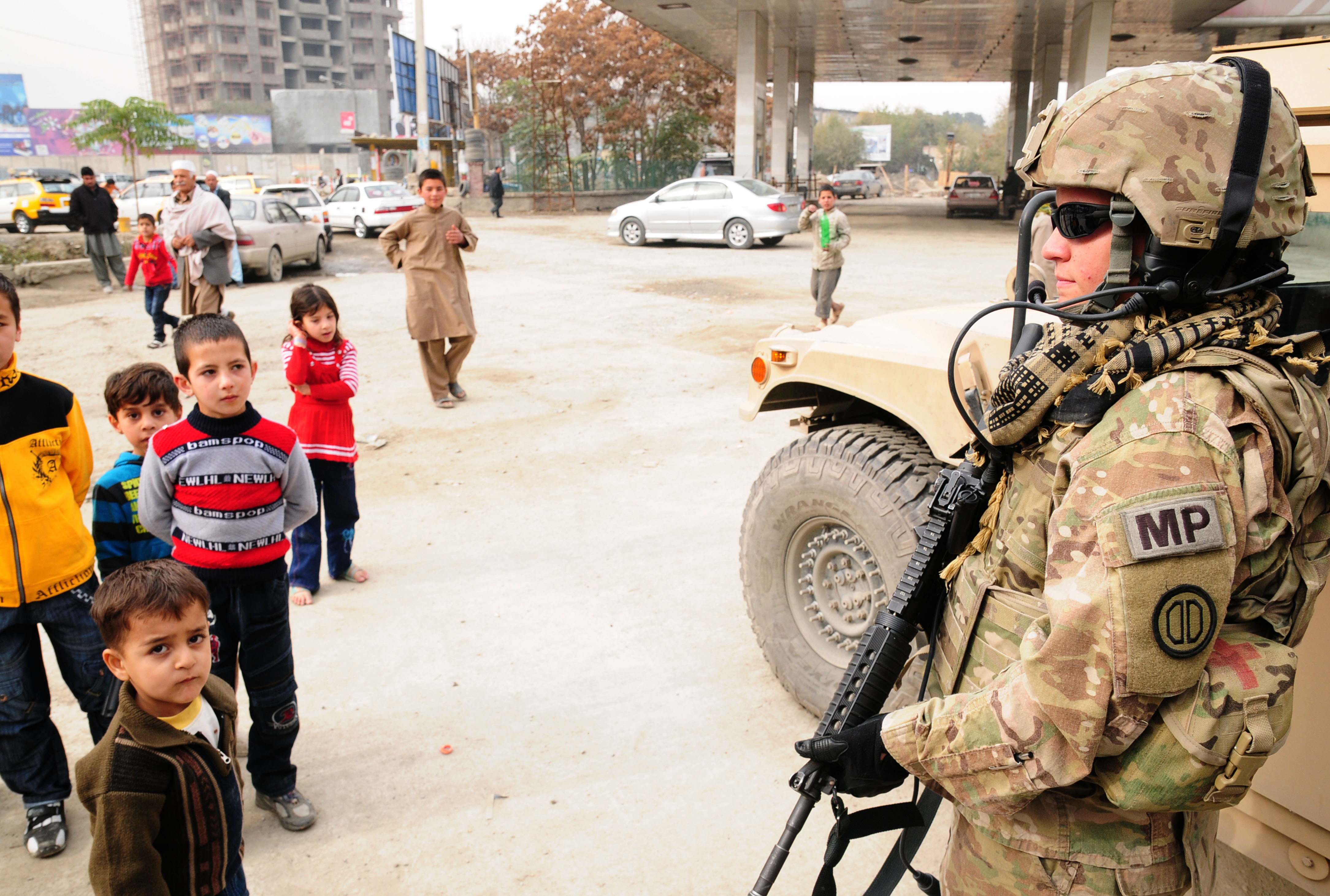
2011년 카불 시내의 미군 병사

탈레반 정권은 극단적 이슬람 근본주의 정책으로 점차 미국을 비롯한 서방 국가들과 적대적 관계에 놓였다. 2001년 9월 11일 9·11 테러 이후 미국은 테러와의 전쟁을 선포하였고 오사마 빈 라덴의 제거를 명분으로 아프가니스탄 전쟁이 일어났다. 2001년 11월 북부동맹은 카불을 점령하였고 정권을 잃은 탈레반은 다시 이전의 게릴라전으로 복귀하였다. 탈레반과의 전쟁은 2018년 11월 현재까지 계속되고 있다. 2018년 7월 미국은 전쟁 종식을 위해 비밀리에 탈레반과 접촉하였다고 한다. 2021년 8월 15일, 탈레반에게 카불이 함락되어 탈레반 통치하에 들어서게 되었다.

## 지리

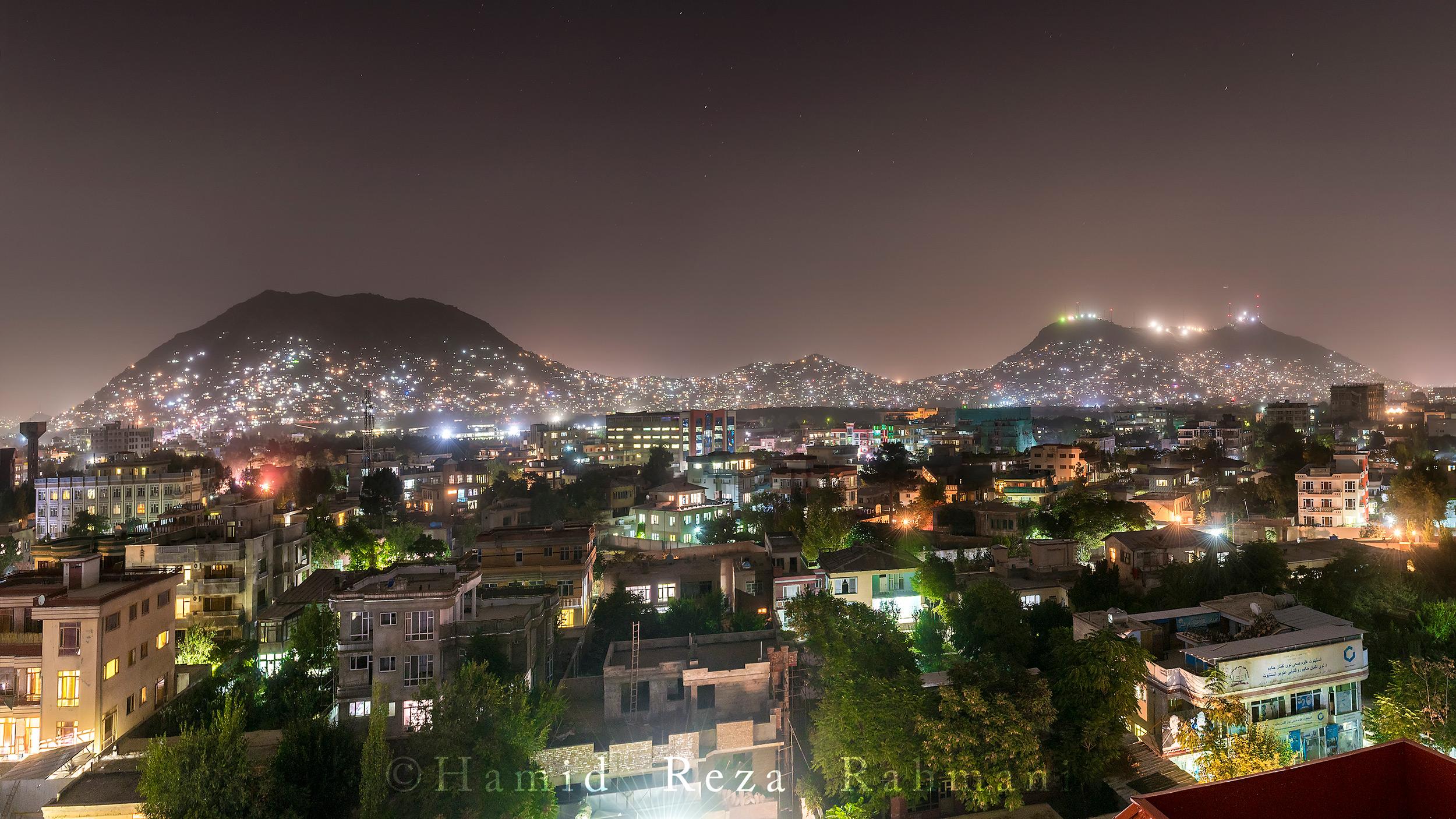
2016년 카불의 야경

카불은 탈레반의 동부의 해발 고도 1,791 m에 위치하고 있다. 힌두쿠시산맥에서 발원한 카불강을 중심으로 좁은 계곡 사이에 자리잡고 있어 산악으로 둘러쌓인 분지를 형성한다. 구 도심의 고대 성벽은 곧바로 세르 다르와자 산과 이어진다. 그 뒤로는 슈하다이 살리힌 묘지가 있다. 카불 동쪽의 발라 히사르는 옛 아프가니스탄 에미리트 당시까지 쓰였던 요새이자 궁전이다. 도시 면적은 1,023 Km²이다.

### 기후
카불은 한랭 스텝 기후에 속하며 퀘펜 분류 BSk이다. 고도가 높아 다른 남서아시아 지역에 비해 온도가 낮다. 여름에도 습도가 낮고 가을 동안에는 오후에 따듯하고 저녁엔 조금 쌀쌀한 편이다. 겨울엔 매서운 한파가 닥친다. 일년간 가장 습한 때는 봄이다.
| 카불 (1956–1983)의 기후  | 카불 (1956–1983)의 기후 | 카불 (1956–1983)의 기후 | 카불 (1956–1983)의 기후 | 카불 (1956–1983)의 기후 | 카불 (1956–1983)의 기후 | 카불 (1956–1983)의 기후 | 카불 (1956–1983)의 기후 | 카불 (1956–1983)의 기후 | 카불 (1956–1983)의 기후 | 카불 (1956–1983)의 기후 | 카불 (1956–1983)의 기후 | 카불 (1956–1983)의 기후 | 카불 (1956–1983)의 기후 |
| 월                       | 1월                     | 2월                     | 3월                     | 4월                     | 5월                     | 6월                     | 7월                     | 8월                     | 9월                     | 10월                    | 11월                    | 12월                    | 연간                    |
| ------------------------ | ----------------------- | ----------------------- | ----------------------- | ----------------------- | ----------------------- | ----------------------- | ----------------------- | ----------------------- | ----------------------- | ----------------------- | ----------------------- | ----------------------- | ----------------------- |
| 역대 최고 기온 °C (°F)   | 18.8 (65.8)             | 18.4 (65.1)             | 26.7 (80.1)             | 28.7 (83.7)             | 33.5 (92.3)             | 36.8 (98.2)             | 37.7 (99.9)             | 37.3 (99.1)             | 35.1 (95.2)             | 31.6 (88.9)             | 24.4 (75.9)             | 20.4 (68.7)             | 37.7 (99.9)             |
| 일평균 최고 기온 °C (°F) | 4.5 (40.1)              | 5.5 (41.9)              | 12.5 (54.5)             | 19.2 (66.6)             | 24.4 (75.9)             | 30.2 (86.4)             | 32.1 (89.8)             | 32.0 (89.6)             | 28.5 (83.3)             | 22.4 (72.3)             | 15.0 (59.0)             | 8.3 (46.9)              | 19.5 (67.1)             |
| 일일 평균 기온 °C (°F)   | −2.3 (27.9)             | −0.7 (30.7)             | 6.3 (43.3)              | 12.8 (55.0)             | 17.3 (63.1)             | 22.8 (73.0)             | 25.0 (77.0)             | 24.1 (75.4)             | 19.7 (67.5)             | 13.1 (55.6)             | 5.9 (42.6)              | 0.6 (33.1)              | 12.1 (53.8)             |
| 일평균 최저 기온 °C (°F) | −7.1 (19.2)             | −5.7 (21.7)             | 0.7 (33.3)              | 6.0 (42.8)              | 8.8 (47.8)              | 12.4 (54.3)             | 15.3 (59.5)             | 14.3 (57.7)             | 9.4 (48.9)              | 3.9 (39.0)              | −1.2 (29.8)             | −4.7 (23.5)             | 4.3 (39.7)              |
| 역대 최저 기온 °C (°F)   | −25.5 (−13.9)           | −24.8 (−12.6)           | −12.6 (9.3)             | −2.1 (28.2)             | 0.4 (32.7)              | 3.1 (37.6)              | 7.5 (45.5)              | 6.0 (42.8)              | 1.0 (33.8)              | −3.0 (26.6)             | −9.4 (15.1)             | −18.9 (−2.0)            | −25.5 (−13.9)           |
| 평균 강수량 mm (인치)    | 34.3 (1.35)             | 60.1 (2.37)             | 67.9 (2.67)             | 71.9 (2.83)             | 23.4 (0.92)             | 1.0 (0.04)              | 6.2 (0.24)              | 1.6 (0.06)              | 1.7 (0.07)              | 3.7 (0.15)              | 18.6 (0.73)             | 21.6 (0.85)             | 312.0 (12.28)           |
| 평균 강우일수            | 2                       | 3                       | 10                      | 11                      | 8                       | 1                       | 2                       | 1                       | 1                       | 2                       | 4                       | 3                       | 48                      |
| 평균 강설일수            | 7                       | 6                       | 3                       | 0                       | 0                       | 0                       | 0                       | 0                       | 0                       | 0                       | 0                       | 4                       | 20                      |
| 평균 상대 습도 (%)       | 68                      | 70                      | 65                      | 61                      | 48                      | 36                      | 37                      | 38                      | 39                      | 42                      | 52                      | 63                      | 52                      |
| 평균 월간 일조시간       | 177.2                   | 178.6                   | 204.5                   | 232.5                   | 310.3                   | 353.4                   | 356.8                   | 339.7                   | 303.9                   | 282.6                   | 253.2                   | 182.4                   | 3,175.1                 |
| 출처: NOAA               |                         |                         |                         |                         |                         |                         |                         |                         |                         |                         |                         |                         |                         |

### 환경
카불강이 도심 중앙을 지나 흐르고 "풀에 샤흐도 샴시라", "풀에 바그에 오모미", "풀에 키스흐티", "풀에 마흐무드"와 같은 여러 개의 다리가 놓여 있다. "풀"은 다리라는 뜻이다. 21세기 기후 변화로 카불강의 유량이 줄어들고 있어 겨울철에서 봄철의 습윤기에만 강물이 흐른다.
카불의 남쪽에는 "콜에 하쉬마트 칸"이라 부르는 큰 호수와 습지가 있다. 이 습지는 수천 마리 새들의 서식지로 시베리아와 인도 아대륙을 오가는 철새들의 경유지이기도 하다. 2017년 유네스코의 보호지역으로 지정되었다. 흰죽지수리, 달마시안 펠리컨과 같은 멸종 위기종도 관찰된다. 카불의 북서쪽 9 km에 인공 호수인 카르가 저수지가 있다.

### 행정 구역

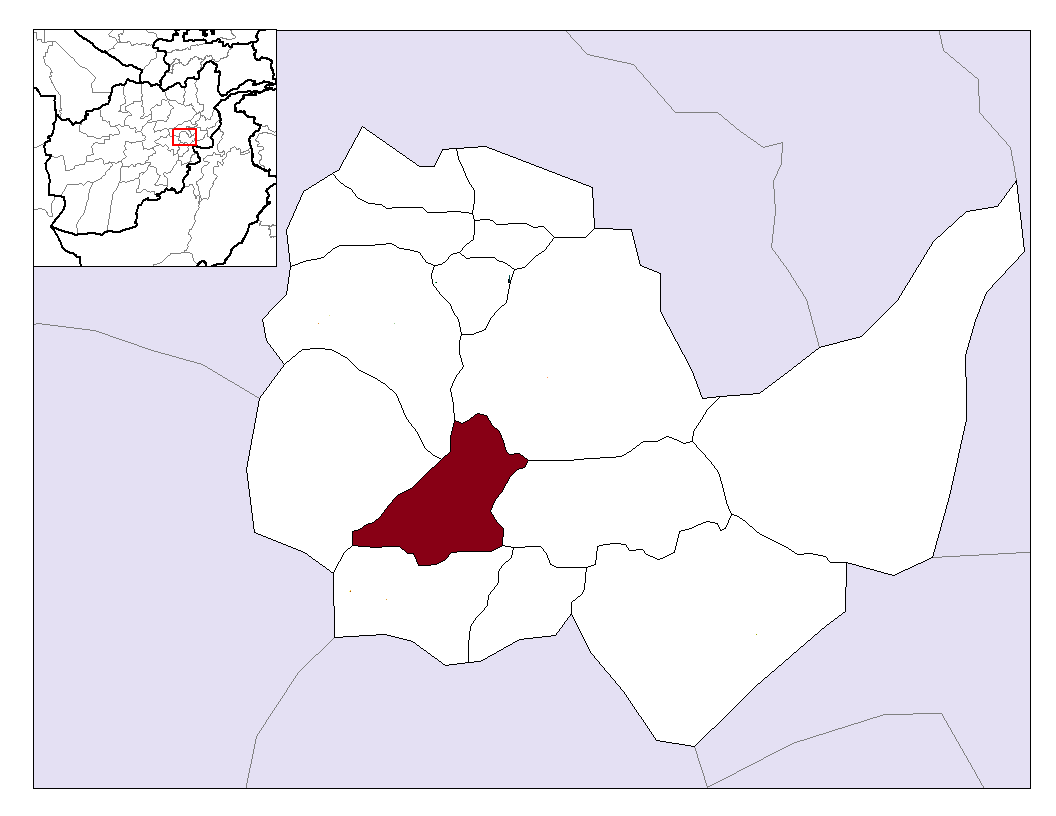
카불주와 카불의 위치

카불은 카불주의 15개 행정 구역 가운데 하나이다. 카불은 다시 22개의 구로 이루어져 있다. 카불의 구는 1부터 22까지 숫자를 부여하여 부른다.

## 인구
2015년 중앙정보국 자료는 카불의 인구를 4백 6십만 명으로 파악하고 있는데 여기엔 카불주의 인구가 합산되어 있는 것으로 보인다. 2015년 아프가니시탄 정부의 통계는 3,678,034 명이다. 카불의 인구는 오랜 내전을 거치면서 크게 요동쳤기 때문에 통계와 실제 인구 사이에 차이가 있을 수 있다.
1878년 당시 카불의 인구는 6만 5천여 명에 불과하였고, 1940년에도 12만 명 정도였다. 근대화와 함께 인구 증가도 빨라져 1979년에는 50만명을 넘어섰다. 다만 이 통계와 달리 1976년 당시 카불의 인구를 337,715 명으로 파악하고 있는 경우도 있다. 1988년 카불의 인구는 약 1백 50만 명이었으나 1990년대에는 내전의 영향으로 절반 이상이 도시를 비웠다. 카불의 인구가 다시 급격히 증가한 것은 2001년 텔레반 정권의 붕괴 이후이다. 카불 주위에는 수도나 전기도 없는 무허가 건물이 난립하고 있지만 당국에서는 관용적인 입장을 취하고 있다. 2017년 카불 당국은 빈민을 "북돋기 위해" 이 집들을 밝은 색으로 칠하는 사업을 벌였다.
카불에는 아프가니스탄 전역에서 인구가 유입되고 있다. 2003년 네셔널 지오그래픽 채널은 카불의 인구 가운데 45%가 타지크인, 25%가 하자라인, 다시 25%가 파슈툰인, 2%의 우즈백인, 1%의 발로크인, 1%의 투르크인, 1%의 아프간 힌두인 등으로 구성되어 있다고 보도하였다. 많이 사용되는 언어는 다리어와 파슈토어로 달리어는 일종의 링구아 프랑카로 쓰인다.
카불 주민의 74%는 순니파이고 25%는 시아파이다. 나머 1% 가운데 다수는 시크교도이다.

## 스포츠
파키스탄으로 떠났던 난민이 돌아오면서 크리켓이 인기 있는 스포츠가 되었다. 축구 역시 인기가 있어 샤힌 아스마이예 FC가 카불을 연고지로 하고 있다. 카불을 연고지로 하는 프로 스포츠 팀은 다음과 같다.
| 클럽               | 리그                      | 스포츠 | 홈                                         | 결성 연도 |
| ------------------ | ------------------------- | ------ | ------------------------------------------ | --------- |
| 카불 즈와난        | 아프가니스탄 프리미어리그 | 크리켓 | 샤르자흐 크리켓 스타디움                   | 2018      |
| 카불 이글스        | 시파기자 크리켓 리그      | 크리켓 | 알로코자이 카불 인터네셔널 크리켓 그라운드 | 2015      |
| 샤힌 아스마이예 FC | 아프가니스탄 프리미어리그 | 축구   | 가지 스타디움                              | 2012      |

## 경제

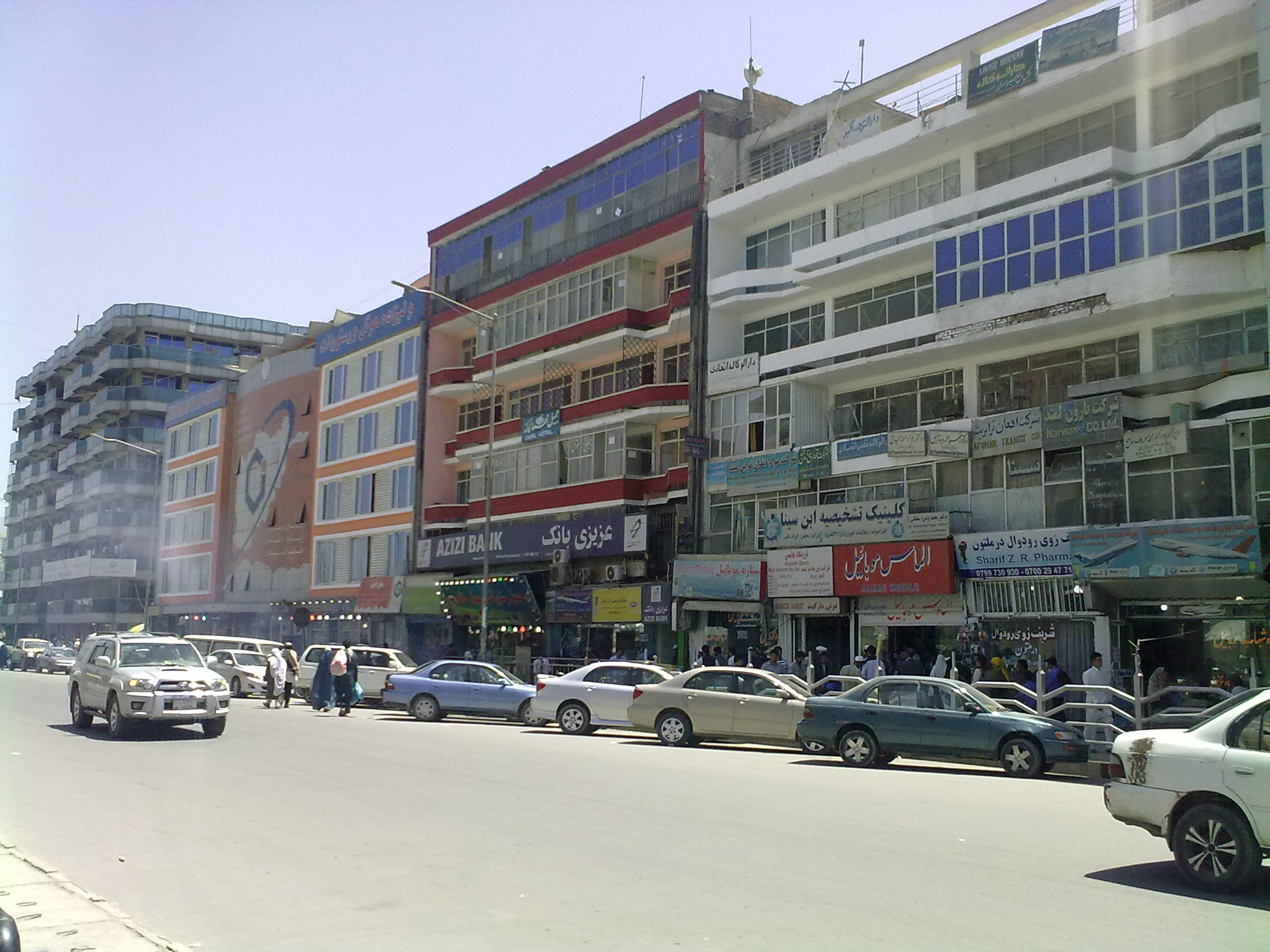
카불의 상업 구역

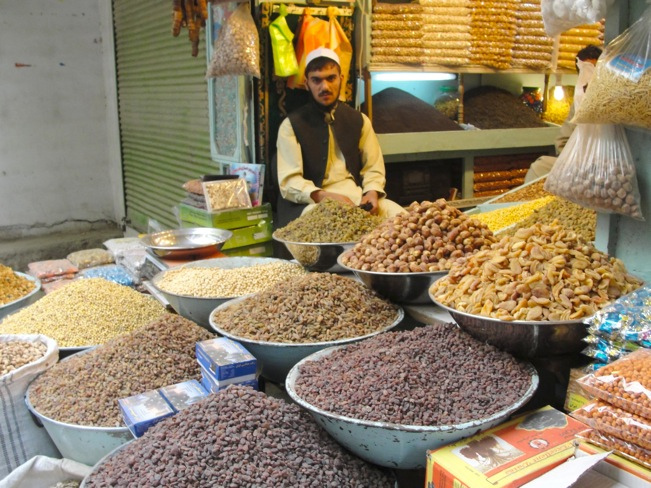
카불 시장의 건곡류

카불의 주요 생산품은 과일, 건과, 견과, 음료, 아프간 양탄자, 양피를 비롯한 피혁, 가구, 의복 등이다. 세계 은행은 2011년 카불 도심 재건 비용으로 2천 5백만 달러를 투입하였다. 미국 역시 아프가니스탄의 기반 시설에 91억 달러를 지원하였다. 전쟁으로 인해 경제 발전에 제약이 있지만 2005년 개장한 카불 시티 센터와 같은 대형 매장들이 들어서고 있다.
카불의 산업 중심지는 공항과 인접한 9 구로 카불강 북쪽 강변에 자리잡고 있다.카불 중심가에서 4 km 떨어진 바그라미 지역에는 22 헥타르 규모의 복합 산업 단지가 건설되었다. 바그라미 산업 단지에서는 2천 5백만 달러를 투입한 코카콜라 병입 공장을 비롯하여 오마이드 바하르 주스 공장과 같은 공장들이 들어서 있다.
트랜스퍼런시 인터내셔널의 보도에 의하면 아프가니스탄 정부의 부패 지수는 세계 3위로 정부의 부정 부패가 매우 심각한 수준이다.
국가 중앙은행은 다 아프가니스탄 뱅크로 카불에 본사를 두고 있다. 아프가니스탄 인터네셔널 뱅크, 카불 뱅크, 아지지 뱅크와 같은 상업 은행들이 카불에서 영업 중이다.

## 교통

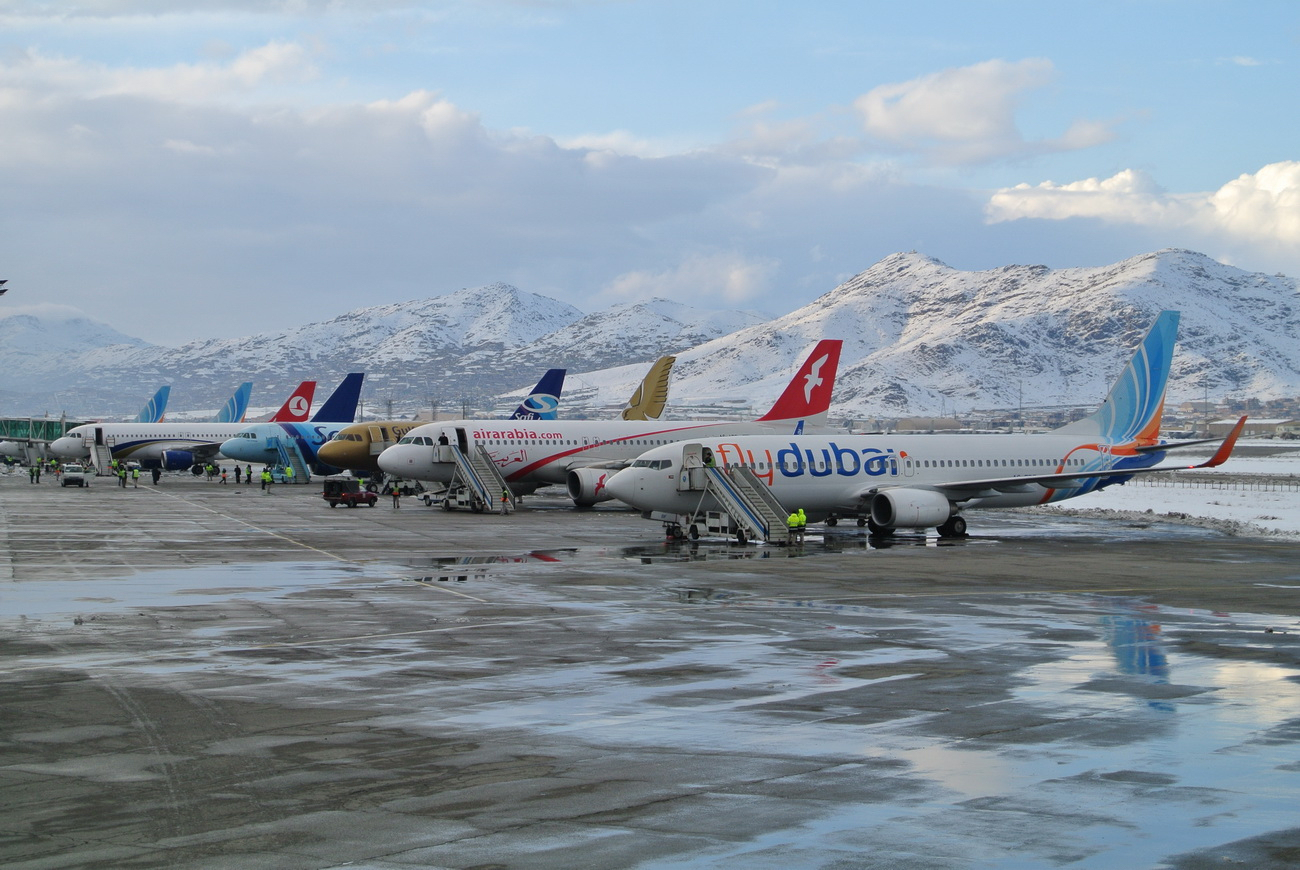
카불 국제공항

카불 중심가에서 25 km 떨어진 곳에 카불 국제공항이 있다. 아프가니스탄의 국영 항공사인 아리아나 아프간 항공이 허브 공항으로 이용하고 있으며 2014년 아프가니스탄의 대통령인 하미드 카르자이의 이름을 따 "하미드 카르자이 국제공항"으로 이름을 변경하였다.
카불에 기차는 없으며 유일한 철로 교통인 카불-다룰라만 트램웨이는 1920년대에 잠시 운행되었다. 2015년 라이트 레일 건설 계획이 세워졌다.
AH76이 카불과 카리카르를 연결한다. 카불에서 바미안주를 거쳐 중앙 산간 지역을 AH77이 지난다. 남쪽으로는 카불-가르데즈 고속도로가 카불과 가르데즈, 호스트를 연결하고 있고, 동쪽으로는 카불-잘라라바드 고속도로가 잘랄라바드를 거쳐 페샤와르로 이어진다. 페샤와르는 파키스탄과 연결되는 교통지이다.

### 대중교통
카불의 택시는 흰색 또는 노란색으로 도색되어 있으며 차종은 주로 도요타 코로라 E100이다. 옛 소련 시기 제작된 러시아 차량도 일부 운행되고 있다. 버스는 800여 대가 운영되고 있으며 공항까지는 사피 에어웨이가 운영하는 공항 버스가 있다. 소련 점령기에 주로 개설된 트롤리버스도 여전히 볼 수 있다. 2017년 카불 시정부는 급행 버스 시스템 계획을 발표하였다.

## 갤러리

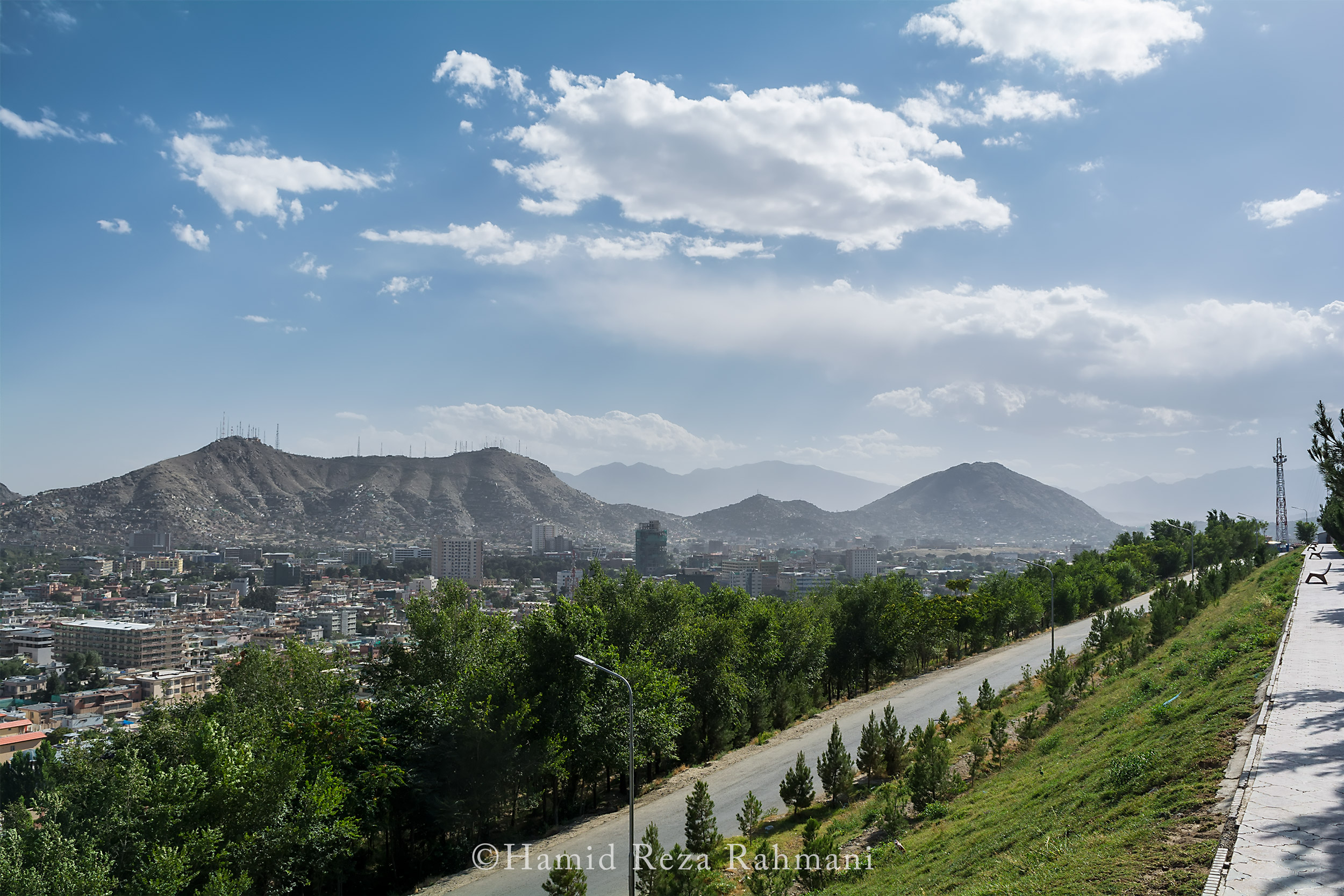
카불 북쪽의 위성 도시 와지르 아크바르 칸
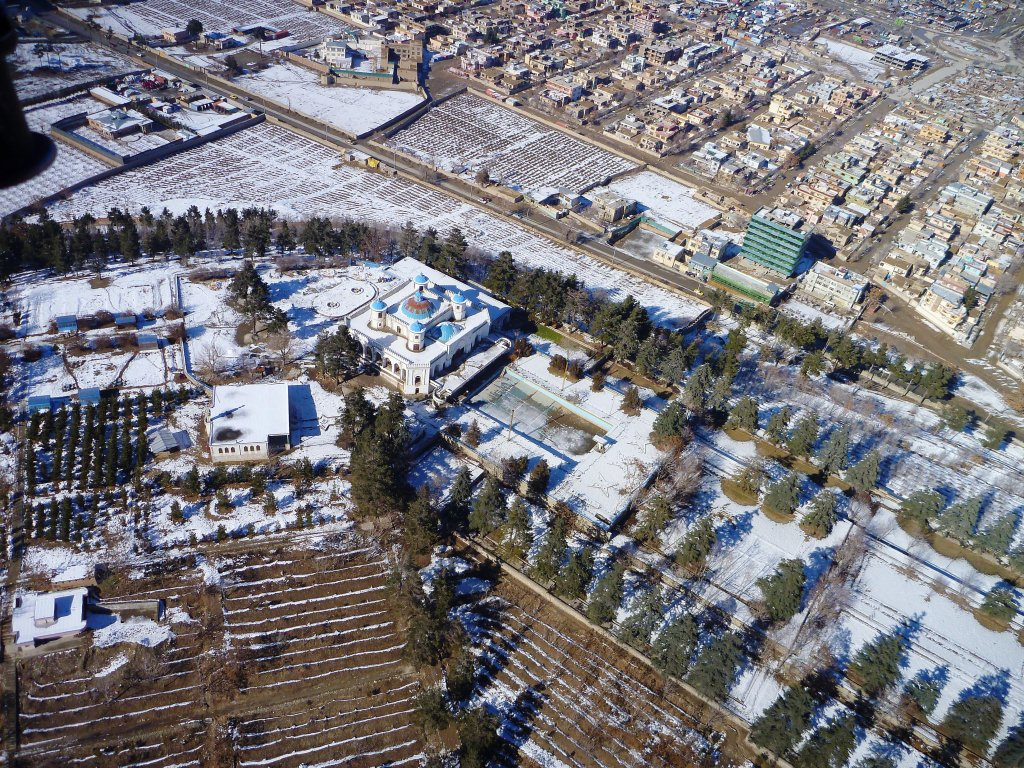
바그에 발라 궁 인근의 항공 사진
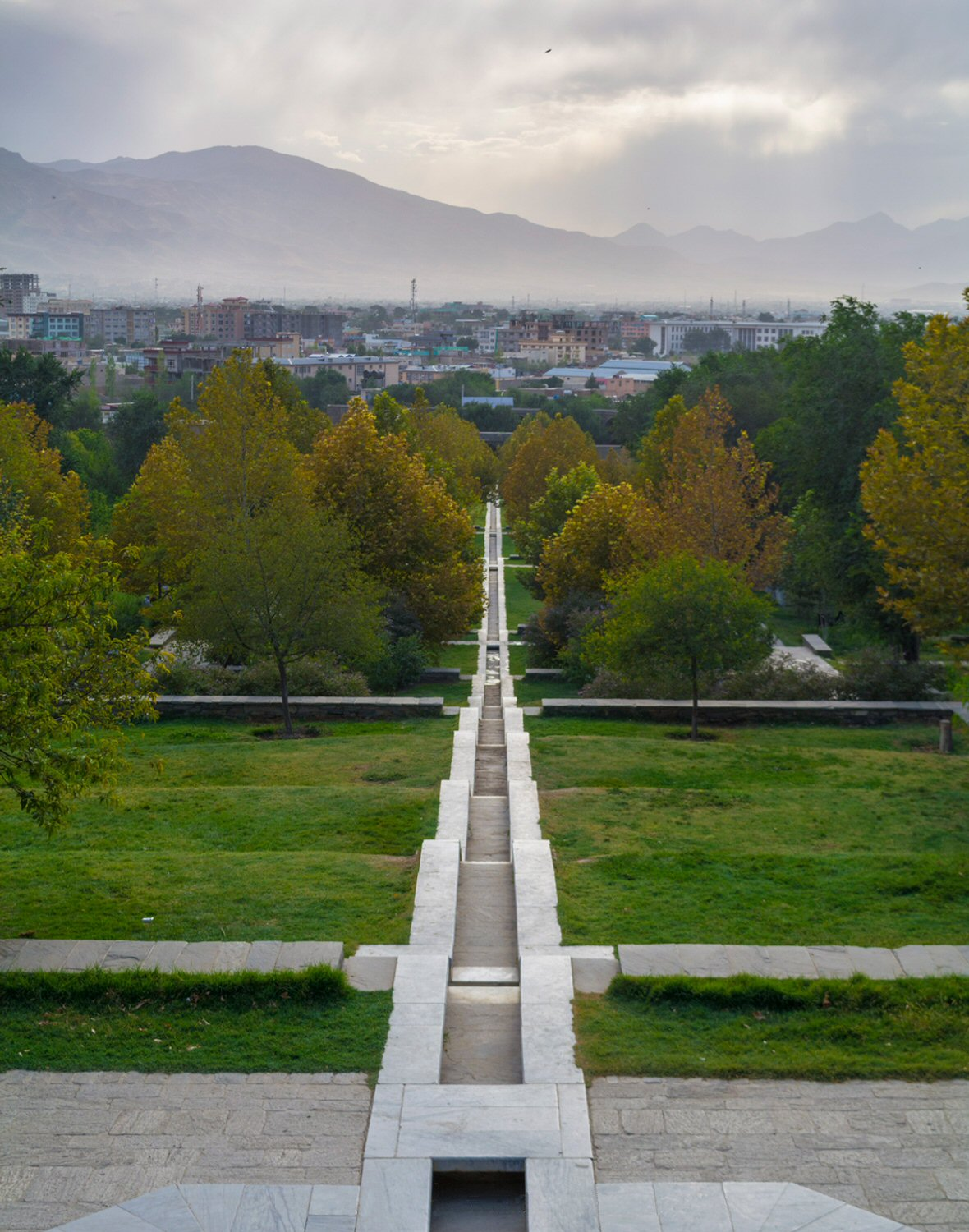
바그에 바부르
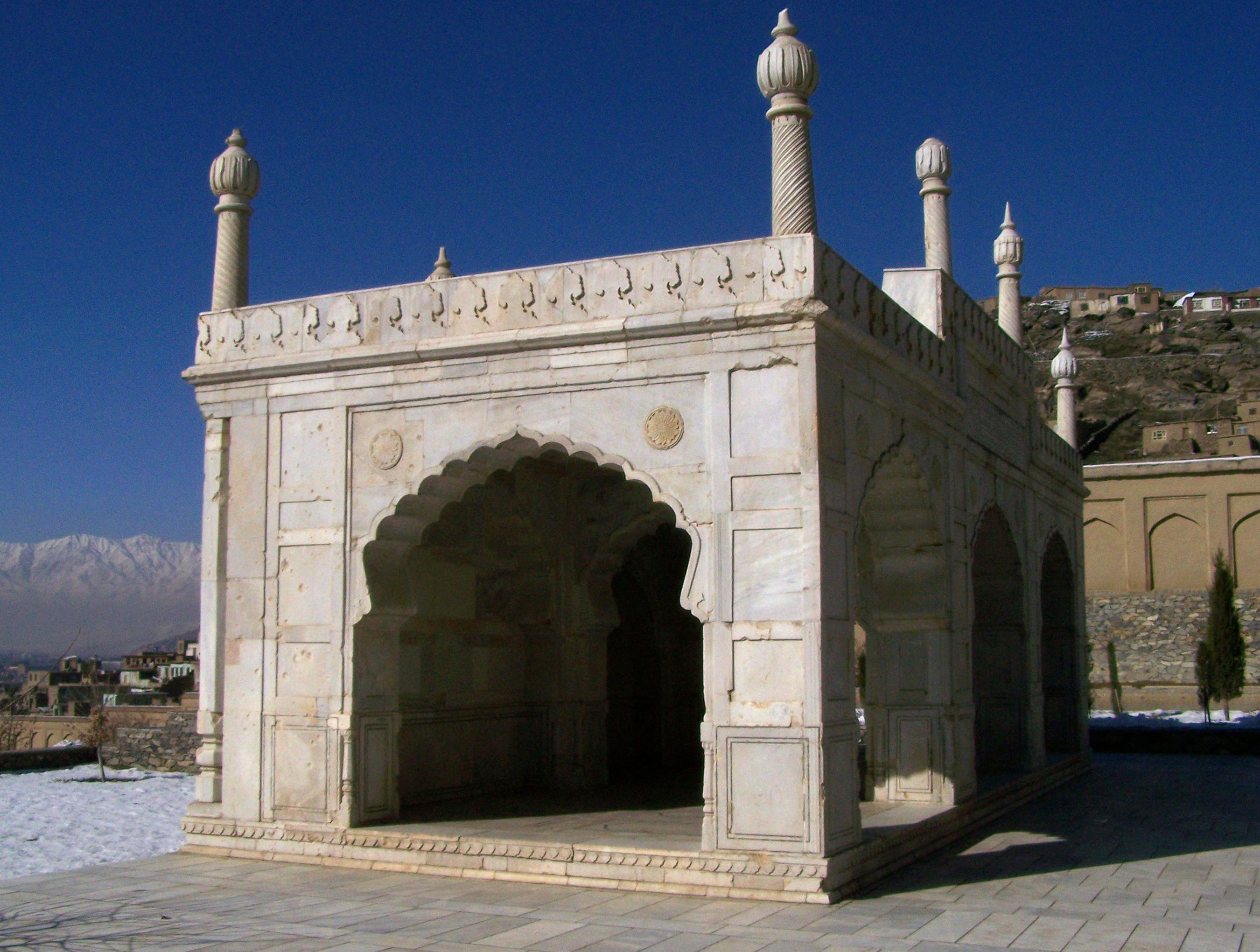
바그에 바부르 안에 있는 16세기에 세워진 모스크
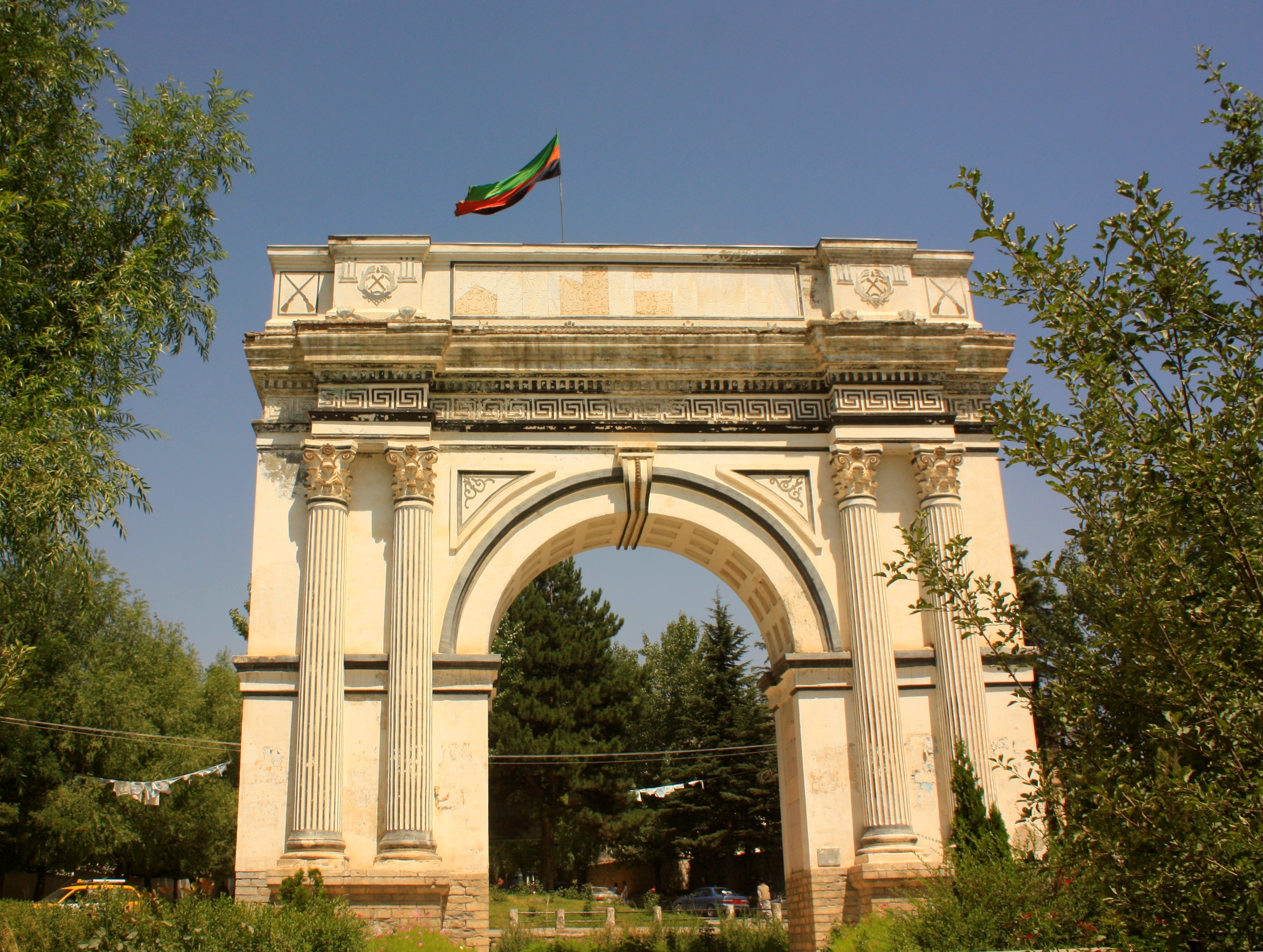
카불 서쪽 파그만에 있는 개선문
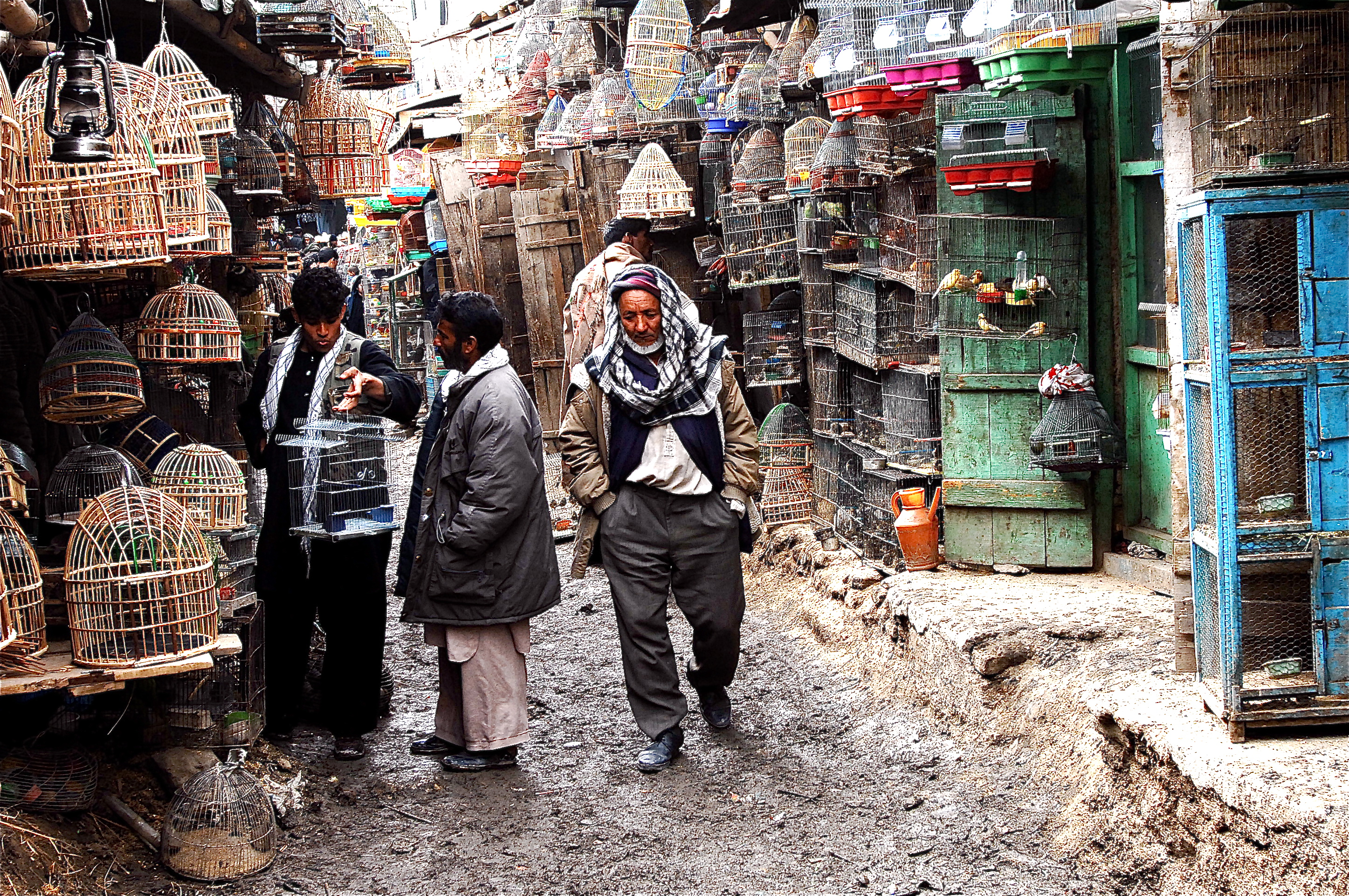
카불의 조류 시장
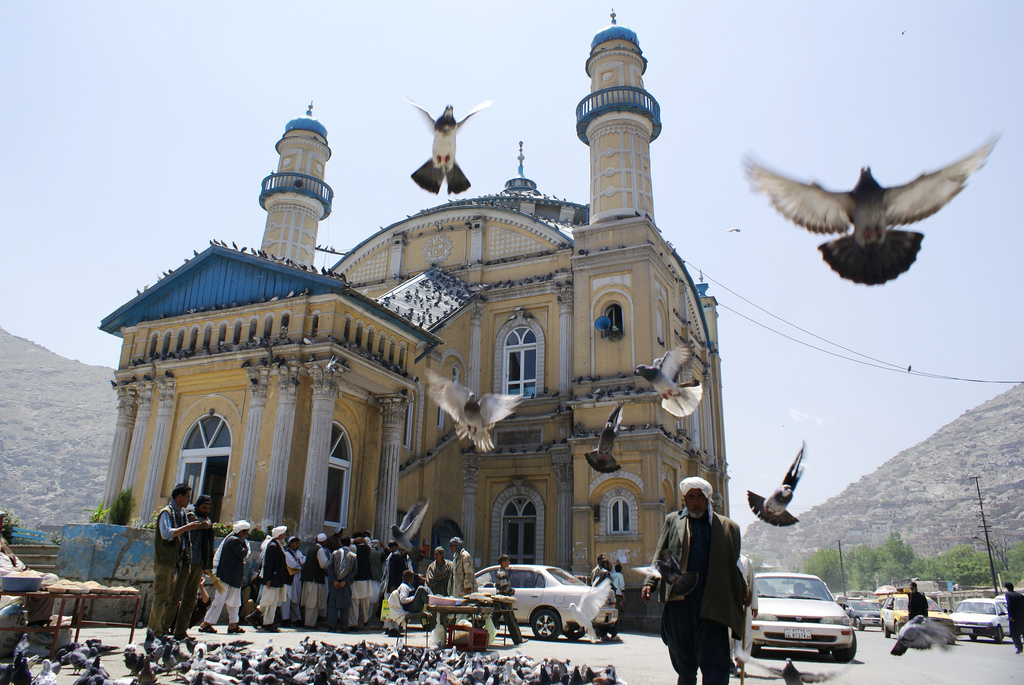
샤흐도 샴시라 모스크

## 같이 보기
- 아프가니스탄의 도시 목록
- 카불주

## 참고 문헌
- Adamec, Ludwig W. (2012). 《Historical Dictionary of Afghanistan》. Scarecrow Press. ISBN 9780810878150.
- “Afghanistan Struggles to Preserve Rich Past Despite Ongoing War”. The Canadian Press. October 14, 2007. October 11, 2008에 원본 문서에서 보존된 문서.
- Hill, John E. (2009). Through the Jade Gate to Rome: A Study of the Silk Routes during the Later Han Dynasty, 1st to 2nd Centuries CE. Charleston, South Carolina: BookSurge. ISBN 978-1-4392-2134-1.
- Romano, Amy (2003). 《A Historical Atlas of Afghanistan》. The Rosen Publishing Group. ISBN 9780823938636.
- Tang, Alisa (2008년 1월 21일). “Kabul's Old City Getting Face Lift”. 《The Boston Globe》. Associated Press.[깨진 링크(과거 내용 찾기)]